# Droit colonial italien
Le droit colonial italien est le droit pratiqué historiquement par les agents de l'empire colonial italien. Lorsque les colonisateurs italiens ont doté leurs projets de domination d'une forme juridique, la revue Rivista di diritto coloniale a participé à l'invention d'un droit colonial autonome. L'invention du droit colonial italien comme branche du droit a été motivée partiellement par un souci de légitimation scientifique de la part des professionnels du droit impliqués dans la colonisation de l'Érythrée italienne : en réalité toutefois, le traitement juridique des personnes dans les colonies constituait une sorte d'état d'exception permanent, avec des infractions systématiques aux principes appliqués dans la métropole.

### Générale
- (it) Luciano Martone, Giustizia coloniale: modelli e prassi penale per i sudditi d'Africa dall'età giolittiana al fascismo, Jovene, coll. « Storia e diritto. Studi », 2002.
- (it) Luciano Martone, Diritto d'oltremare: legge e ordine per le colonie del regno d'Italia, Giuffrè Editore, 2008 (ISBN 978-88-14-14059-4, lire en ligne).
- (it) Gianluca Bascherini, « Appunti per uno studio sul diritto coloniale italiano », Rivista critica di Diritto privato, 2/2009,‎ 1er janvier 2009 (lire en ligne, consulté le 30 janvier 2024).
- (en) Gianluca Bascherini, « On Colonization and Legal Thought: An Approach to Santi Romano's Corso di Diritto Coloniale », Giornale di Storia Costituzionale, vol. 25,‎ 2013, p. 117 (lire en ligne, consulté le 30 janvier 2024).
- (it) Gianluca Bascherini, La colonizzazione e il diritto costituzionale: il contributo dell'esperienza coloniale alla costruzione del diritto pubblico italiano, Jovene Editore, 2012 (ISBN 978-88-243-2155-6).
- (it) Federica Botti, « Oltre i culti ammessi. Prime note sulla gestione giuridica del pluralismo religioso nella legislazione coloniale italiana », STATO, CHIESE E PLURALISMO CONFESSIONALE, vol. 2011, no 11 luglio,‎ 2011 (ISSN 1971-8543, DOI 10.13130/1971-8543/1254, lire en ligne, consulté le 21 mars 2024).
- (it) Mauro Mazza, L'amministrazione della giustizia nella colonia Eritrea: saggio di storia e comparazione giuridica, per un riordinamento concettuale delle categorie concernenti il colonialismo, Rubbettino, 2015 (ISBN 978-88-498-4411-5, lire en ligne).
- (it) Luciano Martone, La giustizia italiana nelle colonie, G. Giappichelli, 2015 (ISBN 978-88-921-0018-3).
- (en) Citizens and Subjects of the Italian Colonies: Legal Constructions and Social Practices, 1882–1943, Routledge, 31 décembre 2021 (ISBN 978-1-003-10822-1, DOI 10.4324/9781003108221, lire en ligne).
- (it) G. Anello, « Un diritto per Altri-Noi. Trasfigurazioni coloniali e traduzione interculturale nell’esperienza giuridica italiana », Calumet,‎ 10 juin 2017 (lire en ligne, consulté le 21 mars 2024).
- (it) Maria Letizia Sagù, « Alle origini della scienza del diritto coloniale in Italia », Clio,‎ 1988, p. 557-593.

### Spécifique à la Libye
- (it) Gabriele Bassi, « Il diritto come strumento di politica coloniale nella Libia italiana (1911-1943) », Quaderni fiorentini per la storia del pensiero giuridico moderno, vol. 47, no 1,‎ 2018, p. 207–255 (ISSN 0392-1867, lire en ligne, consulté le 21 mars 2024).
- (en) Claudia Gazzini, « When Jurisprudence Becomes Law: How Italian Colonial Judges in Libya Turned Islamic Law and Customary Practice into Binding Legal Precedent », Journal of the Economic and Social History of the Orient, vol. 55, nos 4-5,‎ 1er janvier 2012, p. 746–770 (ISSN 1568-5209 et 0022-4995, DOI 10.1163/15685209-12341270, lire en ligne, consulté le 21 mars 2024).
- (en) Alessia Maria Di Stefano, « Italian Judges and Judicial Practice in Libya: A Legal Experiment in Multinormativity », American Journal of Legal History, vol. 58, no 4,‎ 1er décembre 2018, p. 425–478 (ISSN 0002-9319, DOI 10.1093/ajlh/njy018, lire en ligne, consulté le 21 mars 2024).
- (it) Silvia Bruzzi, « Pluralismo giuridico e diritto di famiglia nella Libia coloniale italiana », Cittadinanze incompiute : la parabola dell'autorizzazione maritale. - ( Storia delle donne e di genere ; 12),‎ 2021, p. 77–95 (DOI 10.23744/3855, lire en ligne, consulté le 21 mars 2024).
- (it) Antonio d'Emilia, « La Giurisprudenza Del Tribunale Superiore Sciaraitico Della Libia in Materia Di Fidanzamento Matrimonio E Divorzio (1929-1941) », Rivista degli studi orientali, vol. 21, no 1,‎ 1945, p. 15–50 (ISSN 0392-4866, lire en ligne, consulté le 21 mars 2024).
- (it) Florence Renucci, « La strumentalizzazione del concetto di cittadinanza in Libia negli anni trenta », Quaderni fiorentini per la storia del pensiero giuridico moderno, nos 33-34,‎ 2004-2005, p. 319-342 (lire en ligne).